# Cmentarz menonicko-ewangelicki w Przyłubiu
Cmentarz menonicko-ewangelicki w Przyłubiu – cmentarz z II połowy XIX wieku położony w Przyłubiu w gminie Solec Kujawski. Jest miejscem pochówku Olędrów wyznania mennonickiego oraz ludności ewangelickiej.
Na terenie cmentarza znajdują się zachowane w różnym stanie groby oraz kamienne i metalowe pozostałości po nich. Cmentarz o powierzchni 0,24 ha zlokalizowany jest na niewielkim wzniesieniu (34 m n.p.m.), co jest charakterystyczne dla osadnictwa olenderskiego. Ze zniszczonych tablic inskrypcyjnych nagrobków wynika, że pochowany tu został budowniczy Christian Fingertam 1869 r. i jego żona Eliza zm. 1904 r. Z okresu założenia cmentarza znajduje się 6 steli nagrobkowych i 9 obejść żeliwnych oraz fragmenty kilkunastu nagrobków z I połowy XX wieku. Drzewostan reprezentują akacja, sosna, lipa, bez, oraz dwa pomnikowe dęby szypułkowe (o obwodzie 396 i 343 cm)
Opiekunem cmentarza jest Urząd Miasta i Gminy Solec Kujawski.